# Пьер-Поль д’Оссён
Маркиз Пьер-Поль д'Оссён (фр. Pierre-Paule d'Ossun; 29 января 1713 — 20 марта 1788, Париж) — французский генерал и дипломат, гранд Испании 1-го класса, рыцарь орденов короля.

## Биография
Сын маркиза Франсуа-Гаспара д'Оссёна и Мари-Шарлотты де Пас де Фёкьер, потомок знаменитого воина XVI века Пьера д'Оссёна
Поступил на службу в 1730 году мушкетером. С 18 апреля 1733 капитан Драгунского полка Конде, командовал ротой при осаде Келя в 1733, атаке Этлингенских линий в 1734 и деле под Клаузеном в 1735.
1 мая 1742 назначен знаменосцем роты жандармов Королевы в чине подполковника кавалерии. Присоединился с жандармами к Вестфальской армии, выступившей к границам Богемии; участвовал в оказании помощи осажденному Браунау.
В 1743 служил на Рейне, 3 декабря стал прапорщиком роты Анжуйских жандармов. В 1744 участвовал в отвоевании Вейсембурга и линий Лаутера, деле под Аугенумом и осаде Фрайбурга. 14 декабря назначен капитан-лейтенантом роты Беррийских шеволежеров с рангом кампмейстера.
В 1745 сражался при Фонтенуа, участвовал в осадах Турне, Ауденарде, Дендермонде и Ата, и 1 декабря получил роту шеволежеров Королевы. Командовал ею при осадах Монса, Шарлеруа и Намюра, и битве при Року в 1746, битве при Лауфельде в 1747 и осаде Маастрихта в 1748.
10 мая 1748 произведен в бригадиры.
1 апреля 1751 назначен послом в Неаполь, отправился туда в июне 1752.
1 января 1757 пожалован в рыцари ордена Святого Духа, 29 мая получил право носить знаки отличия, но сам орден получил только 2 февраля 1778, по возвращении из Испании.
В 1759 назначен послом в Испанию.
20 февраля 1761 произведен в лагерные маршалы, отставлен от командования ротой шеволежеров Королевы.
В январе 1762 назначен членом Военного совета.
15 декабря 1765 дипломом Его Католического Величества возведен в достоинство гранда Испании 1-го класса. В 1780 пожалован в рыцари ордена Золотого руна.

## Семья
1-я жена (15.09.1739): Терез-Виктуар де Мазюйе (ум. 24.01.1741), дочь Мари-Жозефа де Мазюйе, маркиза де Монтегю в Лангедоке, генерального прокурора Тулузского парламента, и N де Лафон
2-я жена (6.01.1745): Жанна-Луиза Бертен (ум. 25.07.1745), дочь Пьера Бертена, сеньора де Бланьи, интенданта Орденов короля, и Анны Дельпеш
3-я жена (1.02.1749): Луиза-Тереза де Окар (1731—13.02.1750), младшая дочь Жана-Иасента де Окара, сеньора де Монфермей в Бри, одного из 60 откупшиков короля, и Мари-Анн Гайяр де Буессьер
Сын:
- граф Шарль-Пьер-Иасент д'Оссён (2.2.1750—7.04.1790). Жена (26.01.1766): Женевьева де Грамон (1751—1794), придворная дама королевы Марии-Антуанетты, дочь графа Антуана-Адриена-Шарля де Грамона и Мари-Луиз-Софи де Фук